# 新桥镇 (项城市)

## 行政区划
新桥镇下辖以下地区：
北村、南村、孙营村、卫营村、潘营村、北李营村、邓庄村、林庄村、常楼村、存民庄村、张小庄村、杨木庄村、贾庄村、曹楼村、师大楼村、石湾村、姜胡同村、南李营村、张绝庄村、王吕庄村、文庄村、梨西村、李楼村、刘营村、苑庄村、艾庄村、三官庙村、土楼村和蒋楼村。。